# همزاد (رمان داستایفسکی)
همزاد (روسی: Двойник, Dvoynik، انگلیسی: The Double) نام رمانی به نویسندگی فیودور داستایفسکی است. نسخهٔ اصلی این رمان به زبان روسی ( در ۳۰ ژانویه ۱۸۴۶ ) برای اولین‌بار منتشر شد. اولین نسخهٔ انگلیسی این رمان در سال ۱۸۶۶ انتشار یافت. در ایران ترجمهٔ ناصر مؤذن از این کتاب در سال 1368 توسط نشر تندر منتشر شد و در سال 1391 سروش حبیبی ترجمه جدیدی را توسط نشر ماهی منتشر کرد.

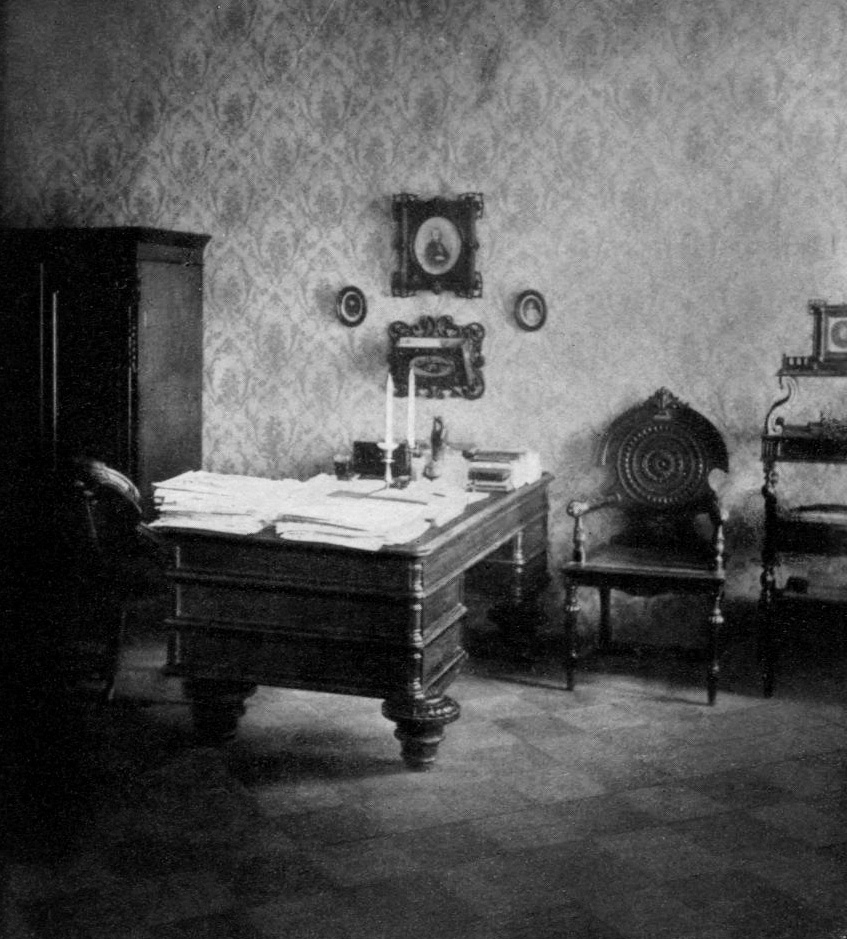
اتاق مطالعهٔ داستایفسکی